# Gheorghe Bogati
Gheorghe Bogati (n. ? - d. ?) este asasinul prezumtiv al lui Barbu Catargiu, prim-ministru al României (22 ianuarie - 8 iunie 1862). Acesta a fost împușcat sub clopotnița Mitropoliei după ce ieșise din Adunarea Legislativă.
După asasinatul din 8 iunie 1862, Bogati s-a îmbogățit și a primit un post important la Piatra Neamț. Printre cei suspecți de asasinat a fost și Nicolae Bibescu, prefectul Poliției București. Acesta a fost poreclit ulterior „Pistol“. A refuzat să ofere declarații Judecătoriei Criminalicești.
Evenimentul a dus la demisia guvernului conservator și constituirea unui guvern al „căii de mijloc“, având ca președinte pe Nicolae Kretzulescu. În cinstea lui Barbu Catargiu, guvernul a decretat 20 de zile de doliu și a ridicat o statuie lângă turnul Mitropoliei unde a fost ucis.